# Liquide de frein

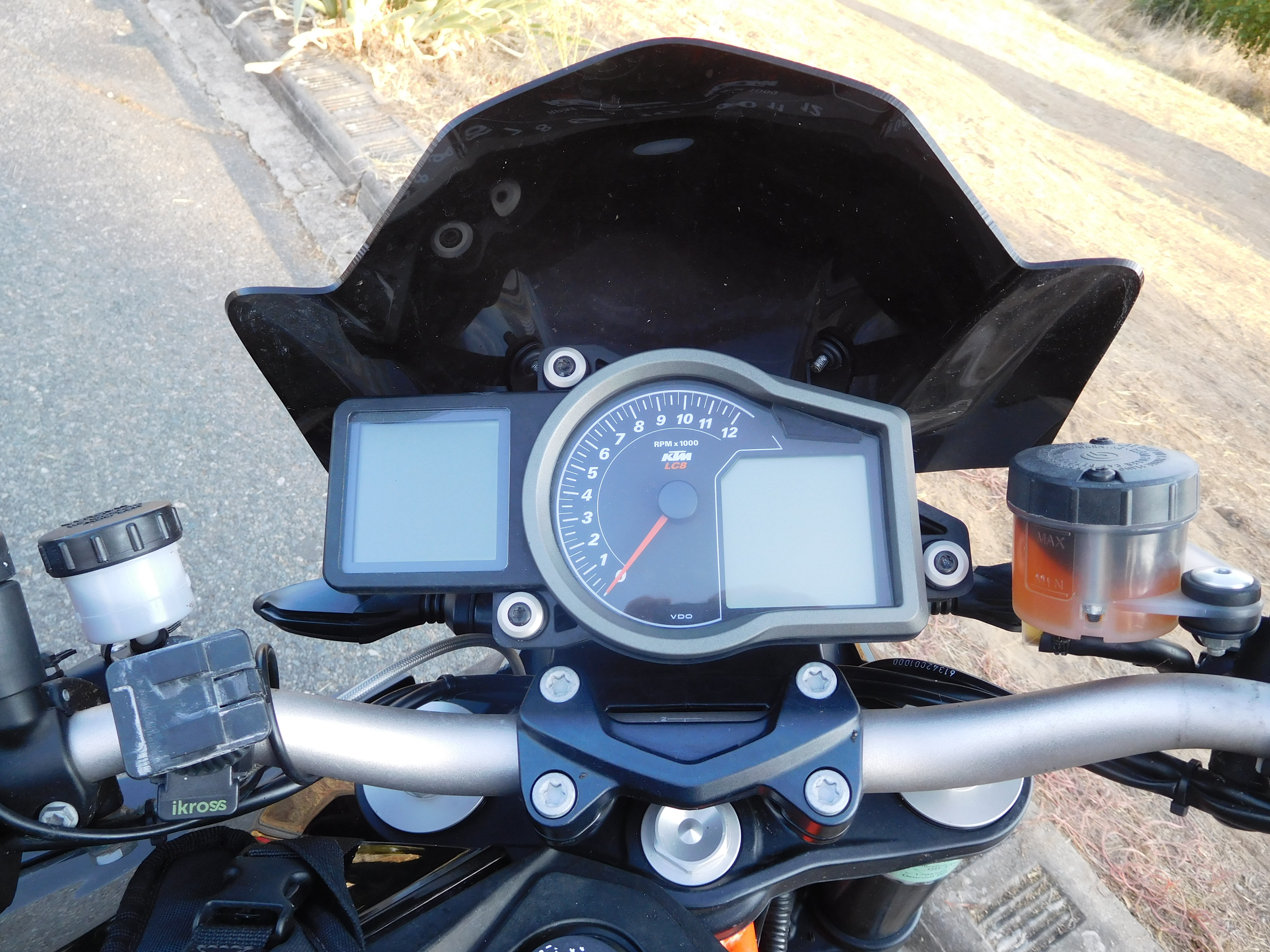
Réservoir transparent du liquide de frein avant d'une moto (à droite).

Le liquide de frein (dont l'appellation d'origine est « Lockheed ») est un fluide hydraulique utilisé dans le circuit de freinage des véhicules automobiles.
Il est chargé de transférer l'effort depuis le maître-cylindre jusqu'aux freins par la voie de canalisations.

## Incompressibilité
Le fonctionnement du circuit de freinage exige que le liquide de frein puisse être considéré comme incompressible, permettant ainsi de transmettre une valeur élevée d'effort pour une faible course de la pédale ou du levier. Cela implique de nombreuses contraintes quant au fluide utilisé. En effet, si celui-ci était compressible (ou était un mélange de fluide incompressible et de fluide compressible), l'effort de freinage transmissible serait d'autant plus faible qu'il contient de fluide compressible, par rapport à la course de la pédale (ou du levier). La force de freinage appliquée aux freins (à tambour ou à disque) risquerait donc de ne plus être suffisante (voire devenir quasiment nulle) pour arrêter ou seulement ralentir le véhicule. En pratique, cela reviendrait à ne plus pouvoir freiner, même en enfonçant totalement la pédale.
Pour cela, le circuit rempli du liquide de frein ne doit comporter aucun gaz (entre autres aucune bulle d'air qui est un fluide compressible). C'est pour cette raison que des vis de purge sont placées à divers endroits du circuit de freinage, notamment sur les cylindres de roue pour les freins à tambour ou sur les étriers de frein pour les freins à disque. Le maître-cylindre est pourvu d'un réservoir de liquide de frein pour tenir compte de la différence de niveau du liquide dans les circuits lors de l’effort demandé aux freins et surtout au fur et à mesure de l'usure des composants de frein (plaquettes et/ou garnitures).
L'autre ennemi majeur du liquide de frein est l'humidité. En effet, lorsque la température s'élève significativement, l'eau se transforme en vapeur, qui est un gaz compressible. En fonction de sa teneur en eau, le liquide de frein aura tendance à entrer en ébullition plus ou moins tôt. Tout liquide absorbe naturellement l'humidité contenue dans l'air, plus ou moins rapidement en fonction de sa composition, du fait de l'absorption moléculaire. Ce phénomène hygroscopique est à l'origine du vieillissement et de l'usure du liquide de frein, qui doit être changé régulièrement.

## Différentes qualités
Les liquides de frein sont classés en fonction de leur performance. Une des autorités compétentes en la matière est le Department of Transportation (DOT), ministère des Transports américain, qui définit les normes DOT.

### Classement en fonction de la base utilisée
Les liquides de frein peuvent utiliser différentes bases chimiques :
- bases minérales : réservées à certains modèles spécifiques de véhicules. On y trouve le LHM et LHS de chez Citroën ainsi qu'un fluide produit par Rolls-Royce ;
- bases synthétiques : les plus répandues, on y trouve les DOT 3, DOT 4, DOT 5.1. Ce sont des fluides de couleur ambre, qui présentent l'avantage d'être miscibles entre eux, et de ne pas être corrosifs pour les joints caoutchouc des étriers et des cylindres de frein. Ils sont généralement à base de glycol ;
- bases silicone : concerne le DOT 5. Les bases silicone présentent l'avantage d'être hydrophobes et donc d'être moins concernées par les problèmes de vieillissement.

Les dénominations DOT 5 et DOT 5.1 prêtent à équivoque. Il est impératif de ne jamais mélanger du DOT 5 (silicone) ou du DOT 2 avec les autres types, car il y a risque de détérioration des joints. Le liquide DOT 5.1 est normalement réservé à certains usages (compétition, contraintes thermiques élevées, etc.). Le liquide DOT 5 a cependant l'avantage de ne pas absorber d'humidité, ce pourquoi on l'utilise souvent aussi — avec des joints adaptés — dans les véhicules de collection qui ne roulent que rarement.

### Caractéristiques
Voici quelques caractéristiques des principaux liquides de frein :
| Désignation | Norme ISO 4925 | Viscosité cinématique à −40 °C (en mm2 s−1) | Point d'ébullition | Point d'ébullition avec 3,7 % d'eau |
| ----------- | -------------- | ------------------------------------------- | ------------------ | ----------------------------------- |
| DOT 3       | Classe 3       | ≤1 500                                      | ≥205 °C            | ≥140 °C                             |
| DOT 4       | Classe 4       | ≤1 500                                      | ≥230 °C            | ≥155 °C                             |
| DOT 4+      | Classe 6       | ≤750                                        | ≥250 °C            | ≥165 °C                             |
| DOT 5       |                | ~100                                        | ≥260 °C            | Hydrophobe (base silicone)          |
| DOT 5.1     | Classe 5-1     | ≤900                                        | ≥260 °C            | ≥180 °C                             |
| DOT 5.1     | Classe 7       | ≤750                                        | ≥260 °C            | ≥180 °C                             |

### Compétition
En compétition, les liquides de frein subissant des températures encore plus élevées, des liquides différents sont utilisés.
| Caractéristiques                                      | AP 550 Racing | AP 600 Racing | Castrol SRF Racing | Motul RBF 600 | Motul RBF 660 |
| ----------------------------------------------------- | ------------- | ------------- | ------------------ | ------------- | ------------- |
| Point d'ébullition « sec » pour un liquide neuf       | 295 °C        | 315 °C        | 310 °C             | 312 °C        | 325 °C        |
| Point d'ébullition « humide » (chargé en eau à 3,5 %) | 145 °C        | 210 °C        | 270 °C             | 205 °C        | 205 °C        |
| Miscibilité DOT 3, DOT 4, DOT 5.1                     | Oui           | Non           | Non                | Oui           | Non           |

### Liquide de frein universel
Il existe sur le marché des liquides de frein universels.
Par exemple, le Bosch ENV6 est compatible dès que ces liquides sont préconisés : DOT 3, DOT 4, DOT 4+ (ou DOT 4 HP) et DOT 5.1.
| Caractéristiques                                      | Bosch ENV6 |
| ----------------------------------------------------- | ---------- |
| Point d'ébullition « sec » pour un liquide neuf       | ~270 °C    |
| Point d'ébullition « humide » (chargé en eau à 3,5 %) | ≥180 °C    |
| Viscosité cinématique à −40 °C (en mm2 s−1)           | ≤700       |

## Spécifications et entretien

### ABS
Les véhicules équipés d'ABS sont systématiquement montés avec des indices DOT supérieurs ou égaux à 4.

### Entretien
Le liquide de frein doit être changé tous les deux à quatre ans ou 40 000 à 120 000 km environ. C'est surtout le taux d'humidité qui est important. Des testeurs existent pour le contrôler. Certains constructeurs ne préconisent pas d'intervalle pour son remplacement, mais un contrôle régulier. Par exemple, sur une Twingo II, Renault préconise quatre ans ou 120 000 km, et sur une Model 3, Tesla préconise un contrôle du pourcentage d'eau tous les deux ans.

### Corrosivité
Les liquides de frein sont généralement corrosifs et peuvent, notamment, attaquer les peintures utilisées en automobile.